# Antinoide
Antinoide (in greco antico: Ἀντινοείς?, Antinoéis) era un demo dell'Attica, nella parte della città fondata dall'imperatore Adriano. Il demo, infatti, fu istituito solo nel 126/127 d.C., dopo la morte di Antinoo.